# Survivor Series
Survivor Series är en gala inom wrestling. Den infaller vanligtvis i november.
Det som skiljer Survivor Series ifrån många av de andra galorna är att det nästan alltid förekommer en eller flera matcher som är elimineringsmatcher, dvs att det är en s.k Tag Team-match, med 4 eller 5 på respektive lag som tävlar mot varandra. Om någon blir uträknad, diskvalificerad, förlorar på fall eller ger upp elimineras tävlanden. Matchen är slut när enbart deltagare på ena sidan kvarstår (vilket kan vara en eller flera).

## Platser, tid och arenor för tidigare Survivor Series-galor
| Gala                   | Datum             | Stad                       | Arena                       |
| ---------------------- | ----------------- | -------------------------- | --------------------------- |
| Survivor Series (1987) | November 26, 1987 | Richfield, Ohio            | Richfield Coliseum          |
| Survivor Series (1988) | November 24, 1988 | Richfield, Ohio            | Richfield Coliseum          |
| Survivor Series (1989) | November 23, 1989 | Rosemont, Illinois         | Rosemont Horizon            |
| Survivor Series (1990) | November 22, 1990 | Hartford, Connecticut      | Hartford Civic Center       |
| Survivor Series (1991) | November 27, 1991 | Detroit, Michigan          | Joe Louis Arena             |
| Survivor Series (1992) | November 25, 1992 | Richfield, Ohio            | Richfield Coliseum          |
| Survivor Series (1993) | November 24, 1993 | Boston, Massachusetts      | Boston Garden               |
| Survivor Series (1994) | November 23, 1994 | San Antonio, Texas         | Freeman Coliseum            |
| Survivor Series (1995) | November 19, 1995 | Washington, D.C.           | USAir Arena                 |
| Survivor Series (1996) | November 17, 1996 | New York, New York         | Madison Square Garden       |
| Survivor Series (1997) | November 9, 1997  | Montréal, Québec           | Molson Centre               |
| Survivor Series (1998) | November 15, 1998 | St. Louis, Missouri        | Kiel Center                 |
| Survivor Series (1999) | November 14, 1999 | Detroit, Michigan          | Joe Louis Arena             |
| Survivor Series (2000) | November 19, 2000 | Tampa, Florida             | Ice Palace                  |
| Survivor Series (2001) | November 18, 2001 | Greensboro, North Carolina | Greensboro Coliseum Complex |
| Survivor Series (2002) | November 17, 2002 | New York, New York         | Madison Square Garden       |
| Survivor Series (2003) | November 16, 2003 | Dallas, Texas              | American Airlines Center    |
| Survivor Series (2004) | November 14, 2004 | Cleveland, Ohio            | Gund Arena                  |
| Survivor Series (2005) | November 27, 2005 | Detroit, Michigan          | Joe Louis Arena             |
| Survivor Series (2006) | November 26, 2006 | Philadelphia, Pennsylvania | Wachovia Center             |
| Survivor Series (2007) | November 18, 2007 | Miami, Florida             | American Airlines Arena     |
| Survivor Series (2008) | November 23, 2008 | Boston, Massachusetts      | TD Banknorth Garden         |
| Survivor Series (2009) | November 22, 2009 | Washington, D.C.           | Verizon Center              |